# 拜耳城 (伊利諾伊州)
拜爾城（英語：Bayle City）是位於美國伊利諾伊州費耶特縣的一個非建制地區。該地的面積和人口皆未知。

## 地理
拜爾城的座標為39°06′50″N 89°09′58″W / 39.11389°N 89.16611°W，而該地的平均海拔高度為187米（即614英尺）。